# Toriko
Toriko (яп. トリコ Торико) — манга, придуманная и нарисованная Мицутоси Симабукуро, а также одноимённая аниме-экранизация. По данным на май 2015 года, продажи манги составили более 22 млн копий.

## Сюжет
Главными героями являются Торико и Комацу. В мире, где вкус и структура еды чрезвычайно важны, существуют «Гурманы-охотники» (яп. 美食屋 бисёкуя). Они специализируются на поиске редких ингредиентов и животных. Торико — один из таких охотников, мечтающий найти самые лучшие продукты в мире и создать идеальное меню. Как один из самых квалифицированных охотников в мире, он регулярно нанимается управляющими ресторанов и богачами для поисков новых ценных ингредиентов. Торико использует свою невероятную силу и знание фауны, чтобы захватывать самых свирепых и юрких животных. Его сопровождает робкий повар Комацу, который, вдохновлённый примером Торико, путешествует с ним, чтобы улучшить кулинарные навыки и найти редкие кулинарные ингредиенты.

## Персонажи
Комацу (яп. 小松) — шеф-повар в пятизвёздочном отеле. Часто участвует в безумных приключениях Торико. Он слабый и трусливый, но перспективный повар. Особых боевых способностей нет. Он обладает удивительным обонянием. Небесные короли хотят заполучить его как партнёра-повара. Обладает невероятной пищевой удачей. Имеет уникальный нож Мелка, сделанный из зуба дракона, который обладает невероятной силой, но Комацу использует его как обычный нож. Его питомец — краснобрюхий пингвин. Сэйю: Роми Паку.
Рин (яп. 鈴) — девушка, работающая в Колизее гурманов. Сестра Санни, одного из небесных королей. Безумно влюблена в Торико. В качестве оружия использует феромоны с различными эффектами: возбуждение, агрессия, спокойствие и т. д. Сэйю: Асами Тано.

## Четыре Небесных Короля
Торико (яп. トリコ) — главный герой, охотник за деликатесами. Молодой человек, широко известный в мире, обладает невероятной силой, обонянием и выносливостью. Ученик президента МОГ.
Его техники основаны на кухонных приборах Нож и Вилка и их модификациях, на данный момент он может использовать ножные нож и вилку, щитовилку, пушечную вилку и др. Так же у него есть удар «гвоздя» (отбойный удар), основанный на работе отбойного молотка, и его модифицированная версия (удар ножом для колки льда). Также он может использовать бесконечный удар пробойником и может стать монстром.
Вместе с остальными королями отправился в дикую часть мира — Мир Гурмана, чтобы найти вкуснейшие ингредиенты для своего идеального меню и заполучить «Бога» — главное блюдо Бога гурманов, Акации. Питомец — бойцовский волк Терри, дитя волчицы, выведенной из ДНК зверя, обитавшего в Мире Гурманов. Сэйю: Рётаро Окиаю.
Коко (яп. ココ) — второй из учеников президента МОГ. Так же как и Торико, является гурманом-охотником, но это не основная его профессия, Коко занимается предсказаниями. Он — «Ядовитый человек» его организм способен вырабатывать как самые различные яды, так и антидоты к ним. Он даже может создать меч и доспехи из затвердевшего яда. Однако количество яда ограничено водой в его организме. Имеет питомца — ворона-императора по имени Кис. Отправился с остальными королями в Мир Гурмана ради ингредиента из идеального меню Акации — напитка «Атом». Сэйю: Такахиро Сакураи.
Санни (яп. サニー Сани:) — третий Небесный Царь. Плейбой и красавец, его отличительная способность — управление своими длинными волосами. Его техники основаны на управлении своими волосами которые, несмотря на свой размер (0,001 микрона) обладают большой выносливостью, так же как и Торико его техники основаны на кухонных приборах таких как Лопатка (для атаки) и Шумовка (для защиты). Со временем научился технике «Отрыжка Сатаны», поглощающая все живое на своем пути.
Он может использовать их как для атаки, так и для передвижения. Имеет питомца-огромную королевскую змею (детеныш) по имени Куин, родом из Мира Гурмана. Не переносит все противное. Его цель-создать самое красивое меню. Отправился с королями ради ингредиента из меню Акации — десерта «Земля». Сэйю: Мицуо Ивата.
Зебра (яп. ゼブラ Дзэбура) — четвертый небесный царь. Левая щека у него порвана. Преступник, уничтоживший 26 видов животных, которые представляли угрозу для экосистемы. Ранее содержался в Медовой тюрьме, но после схватки с браконьерами получил амнистию. Его способность — управление своим голосом и звуком, который он использует для атак и сообщений. Также обладает недюжинной физической силой. По словам Торико, обладает сильнейшей разрушительной силой среди четырех королей. Сэйю: Кэндзи Мацуда.

## Ученики Акации
Итирю (яп. 一龍 Итирю:) — сильнейший ученик Бога гурманов Акации, был президентом МОГ. Его демона зовут Дон Склиз. Добит синим нитро после битвы с Мидорой. Очень добрый человек, иногда даже во вред себе. Сэйю: Кэнъю Хориути.
Дзиро (яп. 次郎 Дзиро:) — в прошлом ученик Акации, физически является одним из сильнейших существ во вселенной Торико. Несмотря на то, что много пьет, очень здравомыслящий человек. Воспитывался Гиннессом, в то время питался красными нитро. Часть его силы была запечатана Акацией. Сэйю: Тосиюки Морикава.
Мидора (яп. 三虎 (ミドラ)) — третий ученик Акации, глава альянса Браконьеров. Сейчас — сильнейший человек в мире. Был очень привязан к Фрозе. Сэйю: Масаки Тэрасома.

## Акация и Фрозе
Акация (яп. アカシア Акасиа) — повар, которого часто называют Богом Гурманов. Открыл клетки гурманов, а также составил Идеальное меню. Демон его клеток — Нео, один из сильнейших демонов в мире. В последней арке рассказывается о слиянии Акации и Нео в одно существо, единственная цель которого — есть. Сэйю: Хидэюки Танака.
Фрозе (яп. フローゼ Фуро:дзэ) — повар, обладавший невероятной пищевой удачей. Именно она первая приготовила ингредиенты из Идеального меню Акации. Погибла, спасая жизнь Мидоры. Сэйю: Нана Мидзуки.

## 8 Царей
Бамбина — царь обезьян и хранитель ингредиента «Дуэт». Владыка крупнейшего континента на планете. Мощь Бамбины столь велика, что он может выпрыгнуть в космос или бросить 1500 метровую гору так, что она преодолевает всю окружность планеты Мира Гурмана и прилетает обратно.
Геракл — царь коней. Его размеры и объемы легких невероятны. Одного вдоха достаточно, чтобы поглотить сотни миллиардов кубометров воздуха. Дыхание Владыки Коней способно поменять климат на целом континенте и просто фыркнув он способен убить противника, уничтожив его тело. Хранитель ингредиента «Воздух».
Гиннесс — царь волков. Обладает невероятной силой и обонянием. Гиннесс может получить всю ценную информацию о противнике с помощью нюха, от пола, возраста, среды обитания, родословной и ДНК, и вплоть до пристрастий в еде и внутреннего демона аппетита.
Лунный кит — сильнейший из Восьми Царей, обитает в Мировом океане. Его ротовое отверстие обладает настолько сильной гравитацией, что даже лучи света не могут вырваться из этой «черной дыры». Хранитель ингредиента «Иной».
Императорский ворон — царь воронов и страж самого ядовитого ингредиента «Атом». Способен выделять из своего тела невероятно сильные яды и токсины. Даже сама тень, отбрасываемая царём воронов, является крайне ядовитой. Попавшие в неё живые существа, теряют — воспоминания, инстинкты и даже жизненные функции, после чего попросту исчезают.
Небесный Олень — царь оленей. Внешне напоминает огромного оленя с семью парами ног и растущим на спине гигантским лесом, который является домом для самых опасных животных в Мире Гурмана. Олень умеет создавать масштабное пространство, внутри которого ускоряется время (от сотен до тысяч лет за секунду). Таким образом противник очень быстро стареет и умирает.

## Список томов
| № | Заглавие                                                        | В Японии                    | В США                   |
| --- | --------------------------------------------------------------- | --------------------------- | ----------------------- |
| 01 | Toriko the Bishoku-Ya!! Bishoku-Ya・Toriko!! (美食屋・トリコ!!) | 2008 ISBN 978-4-08-874608-1 | 2010 ISBN 1-4215-3509-2 |
| - 001. "Toriko the Bishoku-Ya!!" (яп. 美食屋・トリコ!! "Bishokuya・Toriko!!") - 002. "Fork and Knife!!" (яп. フォークとナイフ!! "Foku to Naifu!!") - 003. "The Fruit of Rainbow!!" (яп. 虹の実!! "Niji no Mi!!") - 004. "Nail Punch!!" (яп. 釘パンチ!! "Kugi Panchi!!") - 005. "The Traps of the Troll Kong!!" (яп. トロルコングの罠!! "Tororu Kongu no Wana!!") - 006. "If We Don’t Eat Them!!" (яп. 食わねーなら!! "Kuwanenara!!") - 007. "At Hotel Gourmet!!" (яп. ホテルグルメにて!! "Hoteru Gurume ni te!!") |                                                                 |                             |                         |
| 02 | Coco!! (ココ!!)                                                 | 2008 ISBN 978-4-08-874609-8 | 2010 ISBN 1-4215-3510-6 |
| - 008. "Coco!!" (яп. ココ!! "Coco!!") - 009. "The Days of the Four Heavenly Kings!!" (яп. “四天王”の日々!! "Shitennou no Hibi!!") - 010. "Coco’s Secret!!" (яп. ココの秘密!! "Coco no Himitsu!!") - 011. "Into the Sandy Cave...!!" (яп. 洞窟の奥へ…!! "Sunahaba no Oku e...!!") - 012. "Versus! The Serpent of Devil!!" (яп. 対決!デビル大蛇!! "Taiketsu! Daberu Orochi!!") - 013. "5-Hit!!" (яп. 5連!! "Go Ren!!") - 014. "Komatsu Dies!!" (яп. 小松、死す!! "Komatsu, Shisu!!") - 015. "Puffer Fish Whale!!" (яп. フグ鯨!! "Hugu Kujira!!") - 016. "Puffer Fish Whale, Captured!!" (яп. フグ鯨、捕獲!! "Hugu Kujira, Hokaku!!") |                                                                 |                             |                         |
| 03 | It Appeared!! Arawareta Mono!! (現れたモノ!!)                   | 2009 ISBN 978-4-08-874632-6 | 2010 ISBN 1-4215-3511-4 |
| - 017. "Puffer Fish Whale, Real Food!!" (яп. フグ鯨、実食!! "Hugu Kujira, Jit Shoku!!") - 018. "It Appeared!!" (яп. 現れたモノ!! "Arawareta Mono!!") - 019. "Bishoku-Kai!!" (яп. 美食會!! "Bishokukai!!") - 020. "Gourmet Research Facility!!" (яп. グルメ研究所!! "Gurume Kenkyujo!!") - 021. "Gourmet Coliseum!!" (яп. グルメコロシアム!! "Gurume Collosiamu!!") - 022. "Battle Wolf!!" (яп. バトルウルフ!! "Batoru Wuluhu!!") - 023. "Welcome!!" (яп. 「ようこそ」!! "Youkoso!!") - 024. "Slipped in Thing!!" (яп. 紛れていたモノ!! "Magirete Ita Mono!!") - 025. "Time of Love!!" (яп. 「愛」の時間!! "Ai no Jikan!!")         |                                                                 |                             |                         |
| 04 | Sani!!                                                          | 2009 ISBN 978-4-08-874666-1 | 2011 ISBN 1-4215-3512-2 |
| - 026. «GT Robot» - 027. «Reason For Anger» - 028. «You are . . .» - 029. «Meal» - 030. «Sani!!» - 031. «The First Biotope!!» - 032. «Rockdrum» - 033. «Dining Kitchen» - 034. «Komatsu and Sani» |                                                                 |                             |                         |
| 05 | To the Regal Tundra!!                                           | 2009 ISBN 978-4-08-874718-7 | 2011 ISBN 1-4215-3693-5 |
| - 035. «To the Regal Tundra» - 036. «Dash! Regal Island» - 037. «The Bishoku-Kai and the Gourmet Cells» - 038. «Devil Athletics» - 039. «Malevolent Elephant» - 040. «The Man That Appeared» - 041. «Showdown and Invasion!» - 042. «Death Omen» - 043. «Sani’s Anger» |                                                                 |                             |                         |
| 06 | "10 Ren"!!                                                      | 2009                        | ISBN 978-4-08-874739-2  |
| - 044. «Coco, Serious» - 045. «Aqua Regia» - 046. «Death Omen!!» - 047. «Hair Battle» - 048. «The Worst Encounter!!» - 049. «Omen Of Evolution!!» - 050. «Time Limit 5 Minutes!!» - 051. «Resolution!!» - 052. «10 Ren» |                                                                 |                             |                         |
| 07 | BB Corn, True Food!!                                            | 2009                        | ISBN 978-4-08-874768-2  |
| - 053. «Escape!!» - 054. «The Mammoth’s True Food!!» - 055. «Terry’s Menu!!» - 056. «Plant Hell, Plunge In!!» - 057. «A Glimpse Of The King!!» - 058. «Culmination Of The Jungle» - 059. «BB Corn, True Food!!» - 060. «The Final Ingredient» - 061. «Range!!» |                                                                 |                             |                         |
| 08 | Century Soup!!                                                  | 2010                        | ISBN 978-4-08-870014-4  |
| - 062. «New Weapons» - 063. «End of Evolution» - 064. «The Full Stomach Metropolis Gourmet-Town!!» - 065. «Gourmet Living National Treasure Setsuno!!» - 066. «Century Soup!!» - 067. «The Secret of Setsuno’s Dining Hall» - 068. «The Meeting Bar, Heavy Lodge» - 069. «The Voyage to Ice Hell» - 070. «Insane Banquet On Board» |                                                                 |                             |                         |
| 9 | Battle Below Freezing!!                                         | 2010                        | ISBN 978-4-08-870036-6  |
| - 071. «The Upwind Path» - 072. «Each One’s Route» - 073. «Strike While the Meal is Hot!!» - 074. «Reason for Adventure» - 075. «Outbreak of War!!» - 076. «Buzz!!» - 077. «Battle Below Freezing!!» - 078. «Gourmet Pests» - 079. «Lodge!!» |                                                                 |                             |                         |
| 10 | Depths of Hell!!                                                | 2010                        | ISBN 978-4-08-870075-5  |
| - 080. «Pre-Shot Routine!!» - 081. «Exhaustion!!» - 082. «Trash!!» - 083. «Shaking Continent!» - 084. «The Soup is…!!» - 085. «Heat Energy!!» - 086. «Depths of Hell!!» - 087. «Beyond 10!!» - 088. «Wild Bout!!» |                                                                 |                             |                         |
| 11 | The Path of Revival!!                                           | 2010                        | ISBN 978-4-08-870113-4  |
| - 89. «Saiseiya Teppei!!» - 90. «Time of Revival!!» - 91. «As the Soup Dictates» - 92. «Ice Hell’s „Century Soup“!!» - 93. «Farewell, Ice Hell!!» - 94. «The Country of Healing, Life» - 95. «Rule!!» - 96. «The Path of Revival» - 97. «Miracle Answer!!» |                                                                 |                             |                         |
| 12 | Vegatable Sky!!                                                 | 2010                        | ISBN 978-4-08-870150-9  |
| - 98. «Komatsu’s Century Soup!!» - 99. «Soup Decided!!» - 100. «New Sweets House!!» - 101. «Acacia’s Disciples!!» - 102. «Fighting Time!!» - 103. «Combo!!» - 104. «Stairway to Heaven!!» - 105. «To the Inside of the Clouds!!» - 106. «Vegatable Sky!!» |                                                                 |                             |                         |
| 13 | The Reality of the Gourmet World!!                              | 2011                        | ISBN 978-4-08-870190-5  |
| - 107. «Ozone Herb!!» - 108. «Ozone Herb, The true food!!» - 109. «Foreign Body!!» - 110. «To the Gourmet World!!» - 111. «The Reality of the Gourmet World!!» - 112. «Different World!!» - 113. «What your lacking!!» - 114. «Komatsu’s Kitchen Knife!!» - 115. «Summit, Melk Mountain!!» |                                                                 |                             |                         |
| 14 | The «Real» Melk!!                                               | 2011                        | ISBN 978-4-08-870210-0  |
| - 116. «Something Unyeilding!!» - 117. «The Secret of the Stardust!!» - 118. «Melk’s Sharpening!!» - 119. «Plunging into the Heavy Hole!!» - 120. «The Second Generation’s True Colors!!» - 121. «Two Melks!!» - 122. «The „Real“ Melk!!» - 123. «The 2nd’s Job!!» - 124. «Knife Complete!!» |                                                                 |                             |                         |